# 괴산 애한정
괴산 애한정(槐山 愛閑亭)은 충청북도 괴산군 괴산읍 검승리에 있는 건축물이다. 1978년 10월 27일 충청북도의 유형문화재 제50호 괴산애한정(槐山愛閑亭)으로 지정되었으나, 2013년 1월 18일 현재의 문화재 명칭으로 변경되었다.

## 개요
조선 선조(재위 1567∼1608) 때의 유학자인 박지겸이 세상을 피해서 지내던 곳이다. 광해군 6년(1614)에 지었으며, 그의 호를 따서 애한정이라 하였다. 현종 14년(1673)에 다시 지었고 숙종 38년(1712)과 44년(1718)에 고쳤으며, 그 후에도 여러 차례 수리가 있었다.
건물 규모는 처음 지었을 당시에는 앞면 3칸·옆면 1칸반의 작은 건물이었던 듯한데, 후에 수리하면서 앞면 6칸·옆면 2칸반 규모로 늘린 것으로 보인다. 지붕 옆면이 여덟 팔(八)자 모양인 팔작지붕집이다.
이곳에는 '애한정(愛閑亭)'이란 현판이 걸려있고, 광해군 6년(1614)에 박지겸이 지은 「애한정기」와 「애한정팔경시」를 비롯하여 많은 기록들이 있다.

## 같이 보기
- 박지겸

## 참고 자료
- 괴산 애한정 - 국가유산청 국가유산포털